# Golden (County Tipperary)
Golden (irisch An Gabhailín, wohl „kleine Flussgabelung“
oder auch: Zehntscheune) ist eine Ortschaft im County Tipperary, im südlichen Mittelland der Republik Irland. Die Einwohnerzahl beträgt 362 (Volkszählung 2022).

## Lage
Golden liegt am Fluss Suir inmitten des sog. Golden Vale, einem fruchtbaren Tal des Suir. Zugleich liegt es an der N74 von Cashel (5,5 Kilometer ostnordöstlich von Golden) nach Tipperary (etwa zehn Kilometer westsüdwestlich von Golden). Die Brücke über Suir trägt den historischen Namen Goldenbridge und meint eigentlich die Querung des Suir über die Flussinsel. Den Namen Goldenbridge trug der Ort in der Vergangenheit.

## Geschichte
Golden liegt durch den Übergang des Suir an einem strategisch wichtigen Punkt.
Etwa zwei Kilometer südlich von Golden befindet sich die Athassel Priory, ein Augustiner-Chorherren-Kloster aus dem 12. Jahrhundert (National Monument), das lediglich in Ruinen überliefert ist. Um das Kloster befand sich eine ebenfalls als Wüstung überlieferte Siedlung Athassel, die 1319 durch Maurice FitzGerald, 1. Earl of Desmond, und 1419 durch Bryan O’Brien abgebrannt wurde.
Auf der Insel befindet sich Golden Castle, das nur noch als Ruine erhalten ist, aber die Büste von Thomas MacDonagh (1878–1936) birgt. Nahe der N74 Richtung Tipperary liegt das Thomastown Castle.
1690 erneuerte William III. auf der Brücke von Golden die königliche Urkunde mit den Stadtrechten Cashels für die Unterstützung der Truppen, die zuvor Limerick belagert hatten.

## Kultur und Sehenswürdigkeiten
- katholische Kirche des Heiligen Sakraments
- Ruine des Golden Castle
- Ruine der Athassel Priory
- Thomastown Castle
- Tipperary Bauernmuseum (Tipperary Agricultural and Heritage Museum oder Maher Farm Machinery Museum)

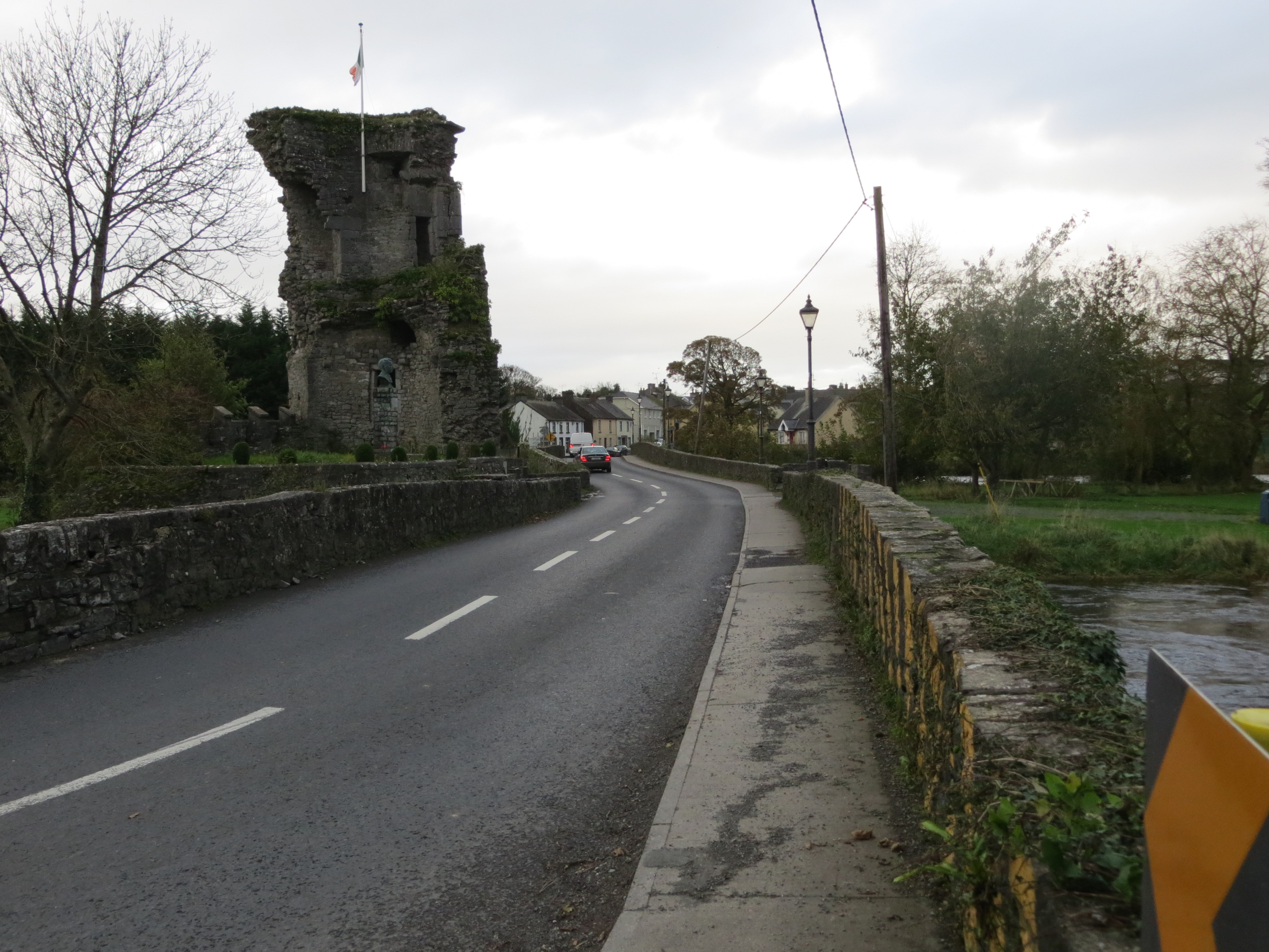
Ruine des Golden Castle an der N74
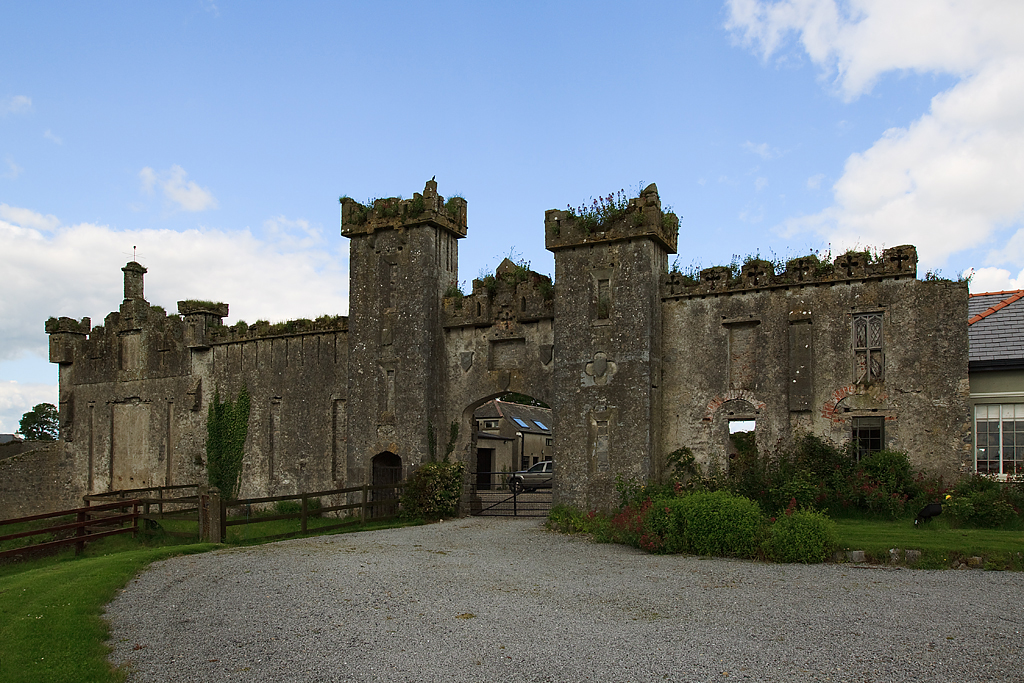
Altes Torhaus im Westen von Golden
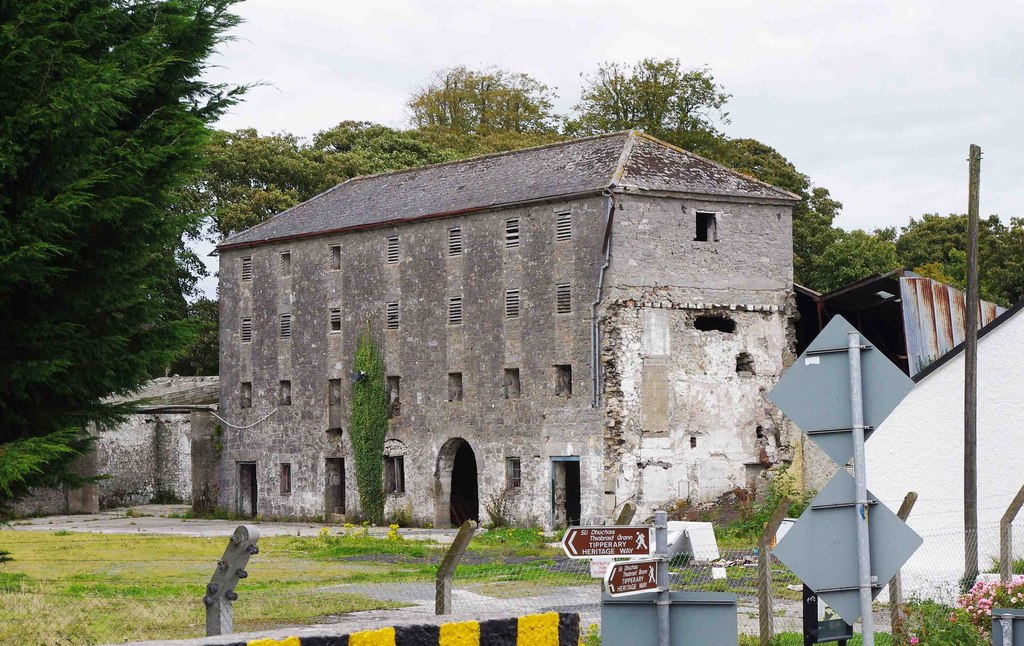
Alte Getreidemühle

## Persönlichkeiten
- Theobald Mathew (1790–1856) in Thomastown Castle, Geistlicher und Kämpfer gegen den Alkoholismus
- William Francis Butler (1838–1910), britischer Generalleutnant und Schriftsteller
- Theresa Ahearn (1951–2000), Politikerin der Fine Gael
- Tom Hayes (* 1952), Politiker der Fine Gael